# Cristina Carp
Cristina Carp (født 28. juni 1997) er en kvindelig rumænsk fodboldspiller, der spiller angreb for Fortuna Hjørring i Gjensidige Kvindeligaen og Rumæniens kvindefodboldlandshold. Hun har tidligere fortid i italiensk fodbold for Bari, hvor hun spillede i Serie A.

## Karriere

### Fortuna Hjørring
I juli 2020, skiftede hun til de forsvarende danske mestre fra Fortuna Hjørring, på en to-årig kontrakt. Fortuna Hjørrings cheftræner Niclas Hougaard udtalte i den forbindelse, følgende: "Vi glæder os meget over kontrakten med Cristina. Hun indeholder mange af de kompetencer, som vi har været på udkig efter til vores angreb."
- "Cristina er meget målsøgende, direkte og med et godt teknisk repertoire. Hun er samtidig en god afslutter i feltet og er en af de spillere, der vil give alt, hvad hun har for at komme først på boldene i feltet."